# Metropol (Bonn)
Das Metropol war ein Kino im Zentrum von Bonn. Sein 864 Plätze umfassendes Großes Haus war der letzte größere Kinosaal im Art-Déco-Stil in Deutschland. Das Gebäude steht seit 1983 unter Denkmalschutz. Nachdem es im Dezember 2005 in die Hand eines neuen Besitzers übergegangen war, wurde das Kino im März 2006 geschlossen. Das Gebäude sollte nach ersten Plänen für eine „großflächige Handelsnutzung“ umgebaut werden. Nachdem erste Umbaupläne des neuen Eigentümers durch den Rat der Stadt Bonn abgelehnt worden waren, setzte sich Oberbürgermeisterin Bärbel Dieckmann im Mai 2007 für modifizierte Umbaupläne ein, deren Umsetzung allerdings schon im Herbst desselben Jahres gestoppt wurde. Eine Bürgerinitiative sammelte vom September 2007 bis Mai 2008 mehr als 16.000 Unterschriften im Rahmen eines Bürgerbegehrens, das zum Ziel hatte, das Denkmal und seine weitere Nutzung als Stätte der Kultur zu erhalten. Im Mai 2008 legte die Stadtverwaltung den zuständigen Gremien des Rates eine Beschlussvorlage zur Ablehnung der neuesten Umbaupläne der neuen Eigentümer vor und verwies sie auf die Möglichkeit, das Gebäude an einen Nutzer zu verkaufen, der eine kulturelle Nutzung unter Erhalt des Denkmals vorsieht. Am 26. August 2008 entschied das Oberverwaltungsgericht Münster (OVG), dass nur noch die Fassade des Gebäudes über eine Denkmaleigenschaft verfüge. Eine Revision ließ das Gericht nicht zu. Die Stadt legte Beschwerde gegen die Nichtzulassung der Revision ein. Diese wurde abgelehnt; die OVG-Entscheidung ist damit rechtskräftig. Der Umbau zu einer Buchhandlung begann 2009 und wurde im Herbst 2010 abgeschlossen.

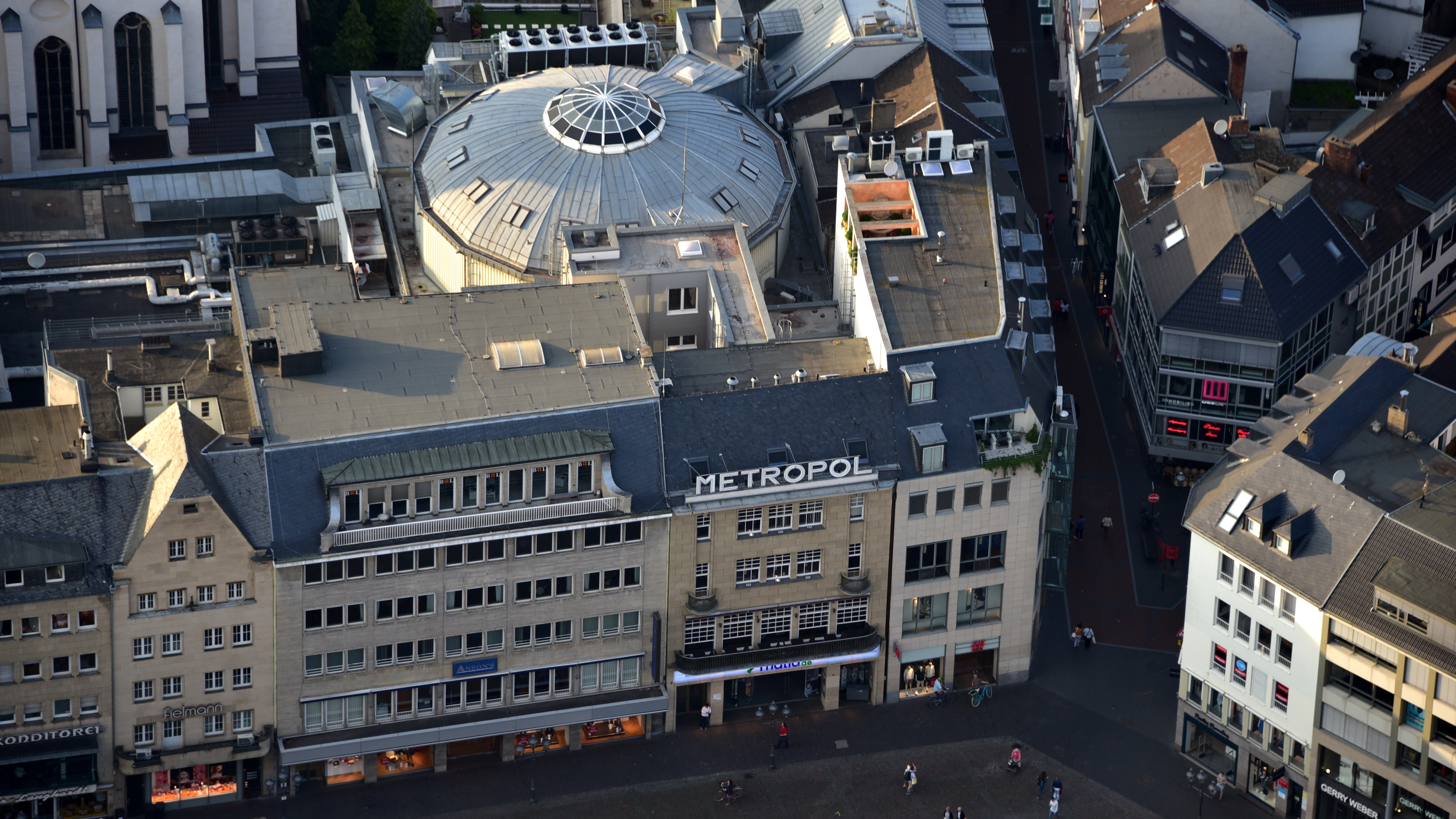
Metropol, Luftaufnahme (2016)

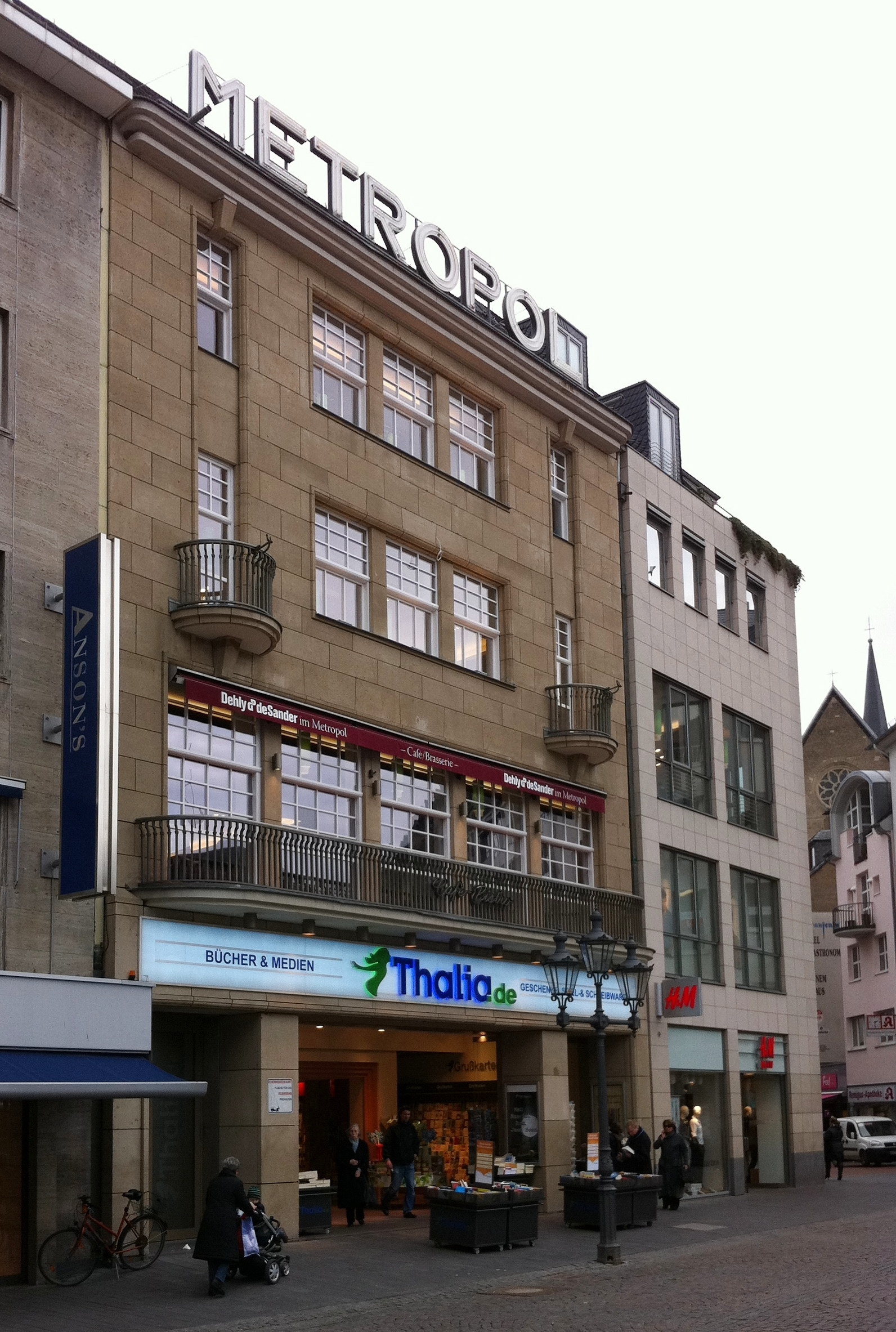
Buchhandlung im Metropol-Gebäude am Bonner Markt (2011)

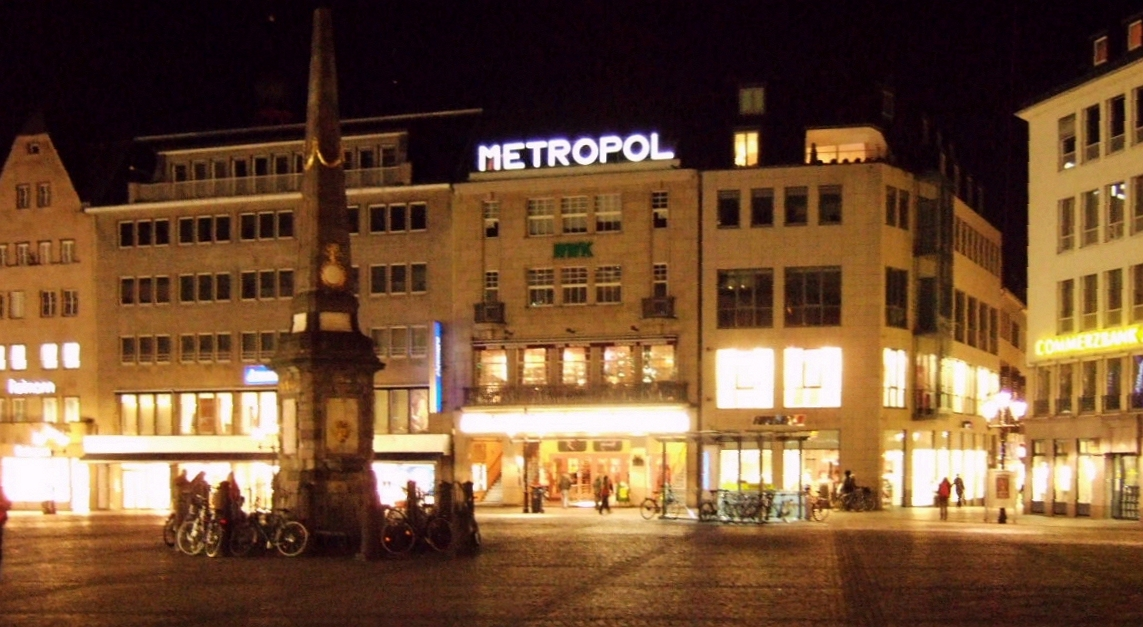
Markt und Metropol bei Nacht (2005)

## Geschichte

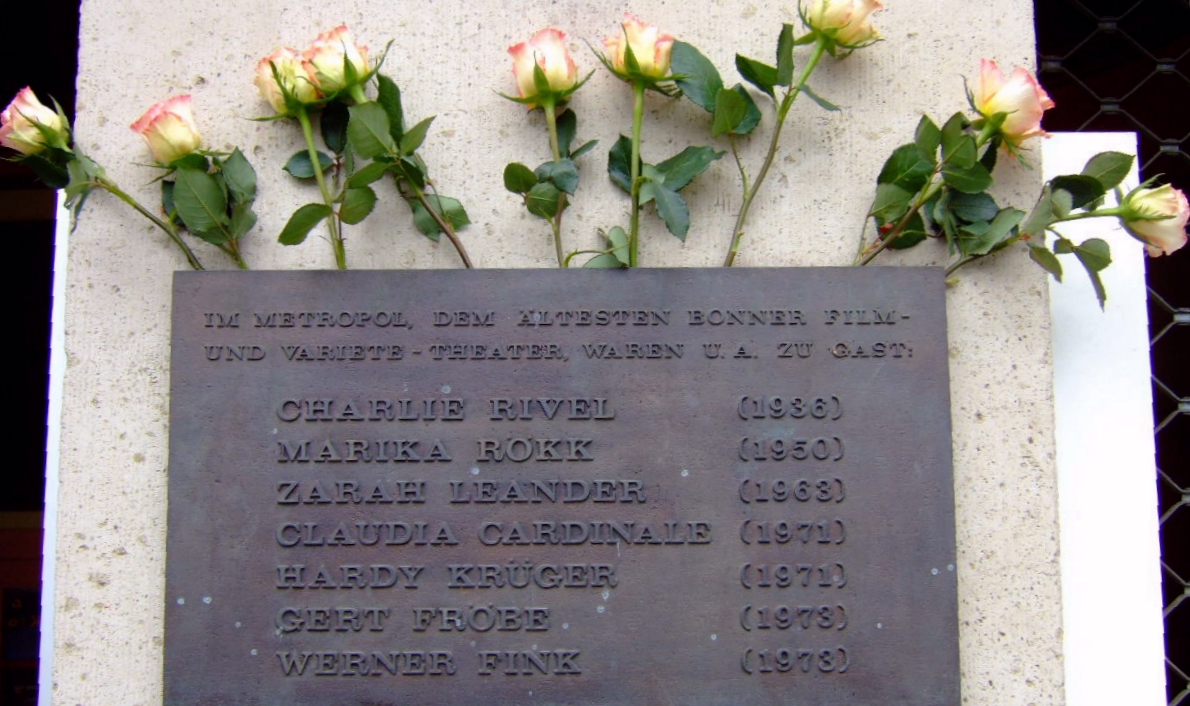
Informationstafel zur Erinnerung an prominente Besucher

Das am Bonner Marktplatz gelegene Kino „Metropol-Theater“ wurde 1928 nach einem Entwurf der ortsansässigen Architekten Toni Kleefisch (1888–1975) und Jacob Stumpf anstelle des 1911 eröffneten früheren Kinos gleichen Namens erbaut und nahm seinen Betrieb am 29. Januar 1929 mit einer Vorstellung des Films „Kampf ums Matterhorn“ von Luis Trenker auf. Begleitet wurde der Film von einem hauseigenen Orchester und einer Kinoorgel von M. Welte & Söhne.
Prominente Schauspieler wie Charlie Rivel (1936), Zarah Leander (1963) und Claudia Cardinale (1971) kamen in den folgenden Jahren und Jahrzehnten zu Premieren in das Metropol.
Im Zweiten Weltkrieg wurde das Metropol durch britische Fliegerbomben beschädigt. Nach seiner schnellen Instandsetzung war es einige Zeit der einzige funktionsfähige Saal in Bonn. Konzert-, Varieté- und Theaterveranstaltungen wurden hier durchgeführt, sogar Boxkämpfe.
In den 1970er-Jahren gesellte sich zum Großen Saal das „Bambi im Metropol“ hinzu, ein kleiner Kinosaal im ersten Stock an der Stelle des ehemaligen Cafés.
Die Kino-Orgel des Metropol steht jetzt in Siegfrieds Mechanischem Musikkabinett (Rüdesheim), seit 2009 wieder spielbereit in einem neu erbauten Kinosaal.

## Gescheiterte Abrisspläne in den 1980er-Jahren
In den 1980er-Jahren wurde das Metropol an die WWK verkauft, die das Kino schloss. Pläne, das Metropol abzureißen und an seiner Stelle ein Geschäfts- und Wohnhaus zu errichten, scheiterten nach heftigen Bürgerprotesten vor dem Oberverwaltungsgericht für das Land Nordrhein-Westfalen.

### Eintrag in Denkmalliste

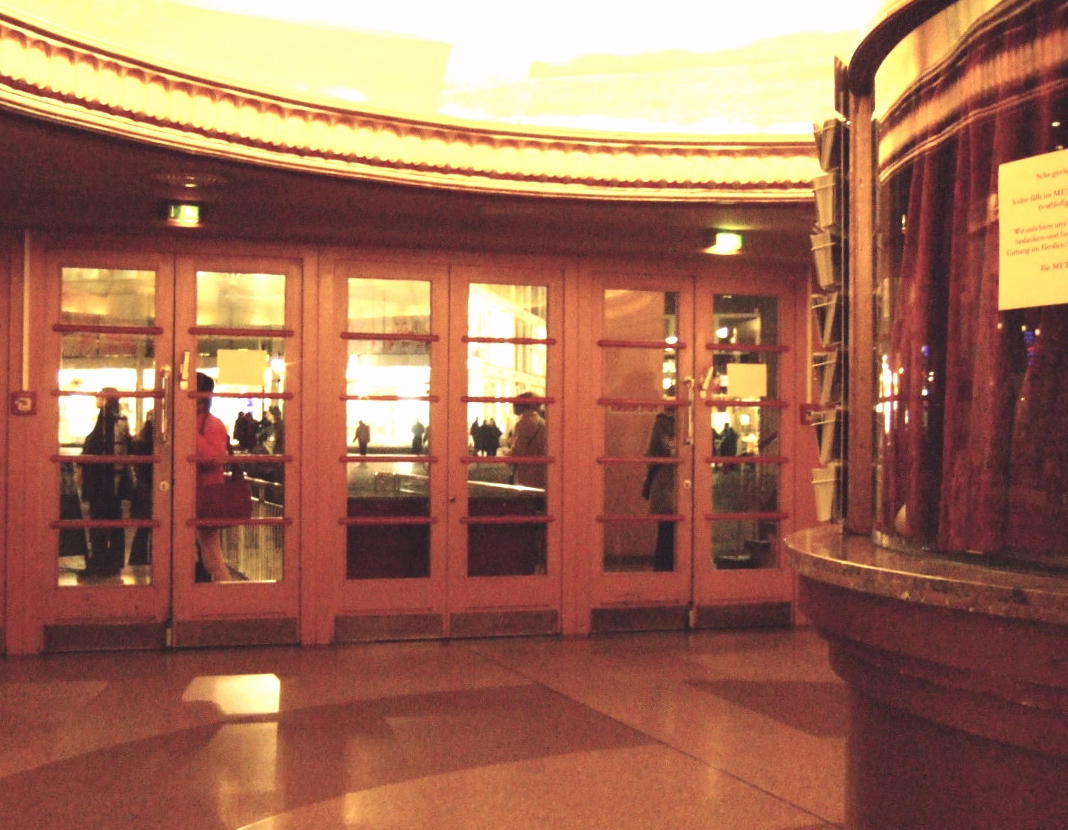
Foyer und Kassenhäuschen (2006)

Das Metropol wurde am 27. Oktober 1983 auf Weisung der Obersten Denkmalbehörde gem. § 3 DSchG NRW als Baudenkmal in die Denkmalliste der Stadt Bonn eingetragen. Der Eintrag hat folgenden Wortlaut:

„Es [das Metropol] ist bedeutend für die Geschichte des Menschen und damit auch für die Stadt Bonn, da es 1928, also zu einer Zeit erbaut wurde, als das Kino einen Entwicklungsstand erreicht hatte, der für die damalige Gesellschaft neben Theater, Oper und Konzert zum wesentlichen Unterhaltungsfaktor geworden war.
Mit der Entwicklung des Kinos stellte sich aus architekturgeschichtlicher Sicht eine neue Bauaufgabe, nämlich in den Städten große Lichtspielhäuser zu errichten. Letztere hängen wie das Metropol in Bonn bautypologisch und baugenetisch insbesondere mit Theaterbauten zusammen. Hierbei ist für das Metropol von besonderer Bedeutung, daß es eine Bühne besitzt, so daß es nicht nur als Kino, sondern auch beispielsweise für Variete-Veranstaltungen genutzt werden konnte. Funktionell folgt das Metropol somit noch einer auf die Ursprungszeit des Kinos zurückgehenden Tradition, nach der Kinovorführungen (zumal zur Stummfilmzeit) mit musikalischen und anderen Darbietungen verbunden waren. Dies ist für eine Dokumentation der Geschichte des Lichtspiels von großer Bedeutung. Beim Metropol hat sich der Typus des Lichtspieltheaters mit Eingangs- und Kassenraum, Garderobe im Souterrain, Foyer und Erfrischungsraum (Café) vor den Zugängen zu Logen bzw. Rängen im 1. Geschoß, einem festlich überkuppelten Vorführsaal mit bis an die Bühnenseiten verlaufendem Balkon erhalten. Da die Großkinos seit den 60er Jahren aufgrund zunehmender Verbreitung des Fernsehens nicht mehr wirtschaftlich waren, wurde eine Fülle großer Lichtspielhäuser abgebrochen oder für andere Nutzungen umgebaut. Diese Negativentwicklung des Großkinos gibt dem Metropol seinen beachtlichen Denkmalwert, da die Bauaufgabe Großkino inzwischen Geschichte geworden ist und mit dem Metropol nur noch eines der wenigen Lichtspielhäuser dieser Art in unserem Lande erhalten ist.
Außer den im Innern allerdings nur zum Teil erhaltenen ursprünglichen Details erweist die Fassade des Metropols zum Markt hin das Gebäude als typisches Werk mit vom Bauhaus geprägter Formensprache der 20er Jahre dieses Jahrhunderts. Dies belegen die geometrischen Gliederungselemente in der Anordnung der schlichten Pfeiler der dreiachsig gebildeten Eingangszone mit breiter Betonung der Mitte, das darüber liegende von fünf rechteckigen großen Fenstern gebildete Feld des ersten Geschosses (Cafe), dem ein Balkon vorgelagert war, sowie die zu einer Dreiergruppe zusammengeschlossenen Fenster in der Mitte des zweiten und dritten Geschosses, die von schmalen Türen mit vorgelegten halbrunden kleinen Balkons im zweiten Geschoß und entsprechend schmalen Fenstern im dritten Geschoß flankiert werden. Diese schmalen Türen, Balkons und Fenster liegen in einem hohen sich bis zur Traufe erstreckenden in die Fassade eingetieften schmalen Feld. Mit dieser Fassadengestaltung wird erreicht, daß die durch die Fenster des ersten Geschosses angedeutete Fünfachsigkeit in den darüber liegenden Geschossen gewahrt bleibt, gleichwohl aber der Dreierrhythmus mit Betonung der Mitte im Eingangsbereich einsetzend bei der Gesamtfassade vor allen im 2. und 3. Geschoß optisch wirksam bleibt.“

### Restaurierung nach Originalplänen
Nachdem der damalige Besitzer schon mit dem Abbruch des Gebäudes begonnen hatte, wurde es infolge eines Gerichtsverfahrens und der Eintragung in die Denkmalliste (mit Zustimmung des Rheinischen Amtes für Denkmalpflege) im hinteren Gebäudebereich weitgehend abgebrochen und im Zeitraum 1988/1989 detailgetreu wiederaufgebaut. So wurden unter anderem die Rabitzkuppel und das Bühnenportal vollständig erneuert.
Außerdem wurde die Nutzung geändert und erweitert. Neben dem großen (Kino-)Saal wurden drei weitere Kinoräume eingerichtet, im Souterrain die Kleinkinos „Metropol A“ und „Metropol B“, sowie über der Kuppel des großen Saals im Dachgeschoss der so genannte „Kuppelsaal“. In Teilen des Gebäudes wurden Wohnungen und Büros untergebracht.
Seit der Renovierung befindet sich das Gebäude wieder in einem dem Original von 1928 entsprechenden Zustand.

## Kinobetrieb 1990–2006
Anfang der 1990er-Jahre erwarben die Ufa-Kinos das Metropol. Nach grundlegender Renovierung wurde das Metropol 1990 wiedereröffnet. Anstelle des „Bambi“ gab es nun wieder ein Café, dafür wurden drei zusätzliche Kinosäle installiert: der „Kuppelsaal“ über dem Großen Saal sowie die Kinos „Metropol A und B“ im Untergeschoss.
Nachdem die Ufa 2002 in Insolvenz gegangen war, wurden der Große Saal und der Kuppelsaal von Cinestar weiterbetrieben, die Säle A und B von der „Theater Krüger GmbH & CO. KG“. Beide Unternehmen beendeten den Betrieb des Kinos im Jahre 2006, nachdem das Haus aus der Insolvenzmasse der UFA an einen neuen Eigentümer versteigert wurde, der am Kinobetrieb kein Interesse hat.

## Umbaupläne 2005–2009
Am 14. Dezember 2005 wechselte das Metropol im Rahmen einer Versteigerung den Besitzer. Von der WWK ging das denkmalgeschützte Gebäude auf die neu gegründete, in Ratingen ansässige „Metropol Immobilien- und Management GmbH“ über. Geschäftsführer Rainer Götzen, der gleichzeitig Geschäftsführer der „Interboden Innovative Gewerbeimmobilien GmbH & Co.KG“ ist, ersteigerte das Gebäude für 3.125.000 Euro und überbot knapp Frank Asbeck, den SolarWorld-Gründer, der im Gegensatz zu Götzen ursprünglich das Gebäude als Kulturzentrum erhalten wollte. Ebenfalls an der „Metropol Immobilien- und Management GmbH“ beteiligt ist der Bonner Geschäftsmann Klaus Töpfer (nicht verwandt und verschwägert mit dem bekannten CDU-Politiker und ehemaligen Umweltminister). Töpfer besitzt u. a. das dem Metropol benachbarte Kaufhaus mit der Adresse Wenzelgasse 1.
Eine Berechnung des Verkehrswertes des Metropols mit Denkmalschutz durch einen Sachverständigen hatte 1,9 Millionen Euro ergeben. Ohne Denkmalschutz hätte das Gebäude einen Wert von 3,7 Millionen Euro.

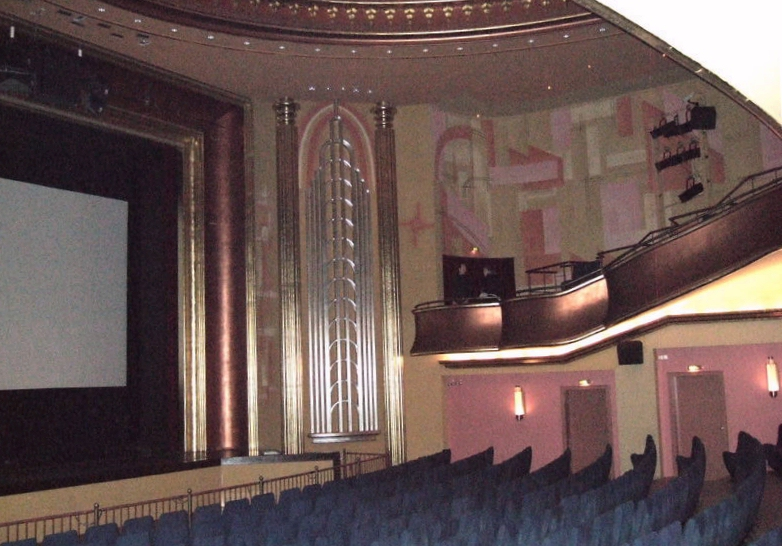
Großer Saal (2006)

Der neue Besitzer will das Gebäude künftig nicht mehr als Kino nutzen, stattdessen soll ein „zukunftsträchtiges Handelskonzept“ realisieren werden, „das es in der Region Bonn noch nicht gibt“, so Vanja Schneider, Geschäftsführer der „Interboden GmbH & Co. KG“. Eine „wirtschaftlich nachhaltige Nutzung des Metropols als Kino und Bühne“ sei zukünftig „nicht gewährleistet“. Die Pläne der neuen Eigentümer sahen vor, die Gebäude Wenzelgasse 1 und Metropol zu einem großen Kaufhaus mittels Wanddurchbrüchen zu vereinen.
Zustimmung zu den Plänen des neuen Besitzers signalisierte der bei der Stadt Bonn zuständige Dezernent. Dem gegenüber unterstützten bis Ende 2006 mehr als 40.000 Personen in einer Unterschriftenaktion die Bemühungen der Bürgerinitiative RETTET DAS METROPOL, das Gebäude „in seiner jetzigen Bauweise und Funktion für Gegenwart und Nachwelt“ zu erhalten.
Ende Februar 2006 kündigte Cinestar an, zum 16. März die Türen des Metropols zu schließen. Ein Sprecher der Gruppe begründete diese Entscheidung mit der geringen Auslastung der beiden Säle von 7,6 Prozent. Am 15. März fand die letzte Vorstellung statt.
Bonner Künstler, darunter das Springmaus Ensemble und Curt & Alan Delander, veranstalteten am 30. Mai zur Unterstützung der Forderung nach Erhalt des Metropols auf dem Museumsplatz ein Benefizkonzert.

### Bauvoranfrage der Eigentümer
Für die Sitzung des „Ausschusses für Planung, Verkehr und Denkmalschutz“ am 30. März 2006 teilte die Stadtverwaltung mit, dass der neue Eigentümer des Metropols am 13. Februar 2006 „eine Bauvoranfrage zur Umnutzung des denkmalgeschützten Gebäudekomplexes des Metropol-Kinos bei der Stadt Bonn eingereicht“ hat. Die Bauvoranfrage hatte entsprechend der Mitteilung für den Denkmal-Ausschuss eine Nutzungsänderung – „großflächige Handelsnutzung“ – zum Ziel. Nachdem die Bauvoranfrage eingereicht worden war, führte die Stadtverwaltung Gespräche mit dem Eigentümer und dem Architekten, „die eine Veränderung dieser Planung und die langfristige Erhaltung des Baudenkmals zum Ziel haben“. In diesem Zusammenhang wies die Stadt darauf hin, dass die Eintragung des Gebäudes in die Denkmalliste, „nach Ausschöpfung aller Rechtsmittel (Zurückweisung der Berufung mit Urteil des Oberverwaltungsgerichtes Münster vom 14. April 1987) bestandskräftig, d. h. unanfechtbar“ ist. „Seither unterliegen alle (baulichen) Veränderungen dem Erlaubnisvorbehalt der Unteren Denkmalbehörde (§ 9 DSchG NRW).“
„Denkmalrelevant“' nannte die Stadtverwaltung vor allem folgende Einzelmaßnahmen, über die die Verwaltung in der Sitzung am 30. März 2006 berichtete:
- Entfernung der Eingangstreppe
- Einziehen einer zusätzlichen Ebene im Balkonbereich und im Bühnenhaus
- Einbau einer Rolltreppenanlage im bisherigen Zuschauerbereich unter der Kuppel

Nach den Beratungen im Denkmalausschuss beschloss am 27. April 2006 der Hauptausschuss der Stadt einstimmig, die Verwaltung damit zu beauftragen, „ohne den städtischen Etat zu belasten, alle Möglichkeiten auszuschöpfen, um das Denkmal Metropol zu erhalten“.

### Versuch der Festschreibung der Kulturnutzung
Als Vorlage für die Sitzung des Rates am 14. Juni 2006 legte die Verwaltung eine Stellungnahme vor, in der sie mitteilte, dass aus Gründen des Denkmalschutzes eine positive Entscheidung bei der bisher beabsichtigten Planung der Eigentümer nicht möglich gewesen sei.
Nachdem dem Inhaber dies mitgeteilt worden war, schränkte dessen Rechtsanwalt die Bauvoranfrage im April 2006 ausdrücklich auf die Aussage zur Zulässigkeit der Art und des Maßes der geplanten Nutzung als Einzelhandelsfläche ein.
In seiner Sitzung beschloss der Rat im Juni, die Verwaltung zu beauftragen, „eine Planung für die Neuausrichtung des Marktplatzes“ vorzulegen. Diese soll so angelegt sein, dass sie eine weitere Konzentration von städtischem Einzelhandel auf dem Markt ausschließt und „in diesem Rahmen die Festschreibung des Grundstückes Bonn, Markt 24/Wenzelgasse 1 und 9 auf eine kulturelle und/oder Veranstaltungsnutzung enthält, die einen unverzichtbaren Bestandteil einer Innenstadt mit hoher Aufenthalts- und Nutzerqualität“ darstellt. Darüber hinaus erließ der Rat für den Bereich eine Veränderungssperre.

### Planungsrechtliche Zusage für Einzelhandel
Weil die Verwaltung es versäumt hatte, den Rat über Fristen bei der Voranfrage zu informieren, teilte die Oberbürgermeisterin am 28. Juni 2006 mit, trotz des Ratsbeschlusses den Antrag des Eigentümers „zügig“ zu behandeln. Ein Gutachten, das die Stadt in Auftrag gegeben hatte, sieht eine Verpflichtung, die per Bauvoranfrage beantragte Umnutzung positiv zu bescheiden. Tue die Stadt das nicht, handele sie rechtswidrig und mache sich dadurch schadensersatzpflichtig.
„Auch mit einem früheren Beschluss zur Aufstellung eines Bebauungsplanes mit anschließender Veränderungssperre“, so die Stadt in einer Stellungnahme vom 29. September 2006, „hätte eine Festschreibung der Kinonutzung bzw. einer kulturellen Nutzung nicht erreicht werden können. Städtebaulich ist eine singuläre Festschreibung der Nutzung des Grundstückes Markt 24 als Vergnügungsstätte bzw. Anlage für kulturelle Zwecke oder als Kino nicht möglich.“
Die Stadt betonte jedoch auch, dass die baurechtliche Zusage für eine Umnutzung keine Baugenehmigung ist. Nach wie vor bestünden erhebliche denkmalrechtliche Bedenken gegen die eingereichten Umbaupläne der Eigentümer.

### Denkmalrechtliche Ablehnung der Umbaupläne

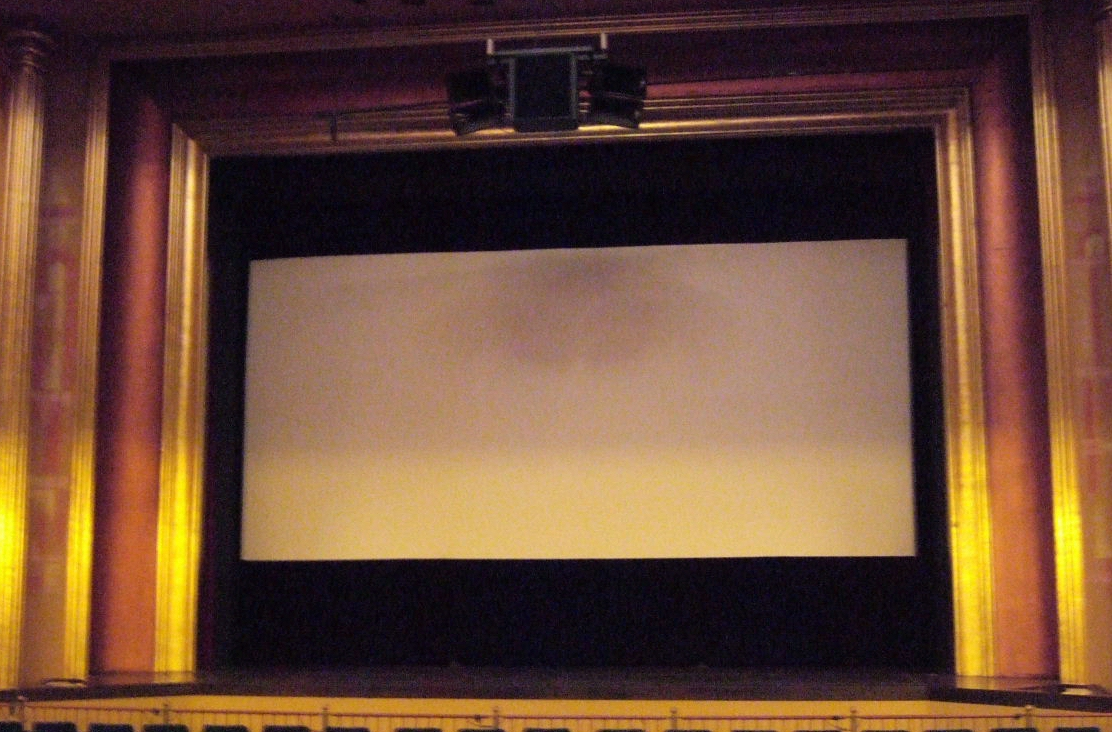
Bühne (2006)

Nach Abstimmung mit der Oberen und Obersten Denkmalbehörde im Land NRW erläutert der Bonner Stadtkonservator vor den Ratsausschüssen die Architektur des Metropols und die Umbaupläne des neuen Besitzers. Als besondere Merkmale der Architektur nannte er
- den halböffentlichen Eingangsbereich,
- die Treppen und Eingangstüren und ihre Verteilerfunktion zu Cafe, Kinos und Büros,
- das Foyer mit dem zentralen Kassenhäuschen,
- die Treppen zum Großen Saal und
- den Großen Saal mit Balkon und Bühne.

Die Pläne des Eigentümers sahen vor,
- den Eingangsbereich in die nichtöffentliche Verkaufsfläche zu integrieren,
- die Treppen im Vorhaus zu entfernen und die Verteilfunktion durch Rolltreppen vollständig zu verändern,
- das Foyer aufzulösen und in die Verkaufsfläche zu integrieren und das Kassenhäuschen zu entfernen,
- die Treppen zum Großen Saal sowie die Zwischenwände zu entfernen und somit den Großen Saal als Einheit aufzulösen,
- eine Zwischendecke in das Bühnenportal zu ziehen und
- auf allen Etagen Durchbrüche zum Nachbarhaus Wenzelgasse 1 zu schaffen, um damit die Verkaufsflächen beider Häuser zu verschmelzen.

In einer Beschlussvorlage vom 25. Juli 2006 lehnte die Verwaltung aus denkmalrechtlichen Gründen die Umbaupläne der Eigentümer ab. In der Begründung heißt es abschließend: „Aus Sicht der Denkmalbehörde führt die Summe der Eingriffe dazu, dass die Erlebbarkeit des Gesamtkomplexes in einem so großen Maße beeinträchtigt wird, dass eine denkmalrechtliche Erlaubnis zu dem Vorhaben in dieser Form nicht erteilt werden kann. Das Baudenkmal würde faktisch zerstört.“
Dieser Ansicht schlossen sich in Sitzungen des Unterausschusses Denkmalschutz und des Planungsausschusses am 9. und 10. August sämtliche Ratsfraktionen an. In derselben Beschlussvorlage sprach sich die Verwaltung für den Antrag auf vorübergehende Nutzungsänderung des Foyers des Metropol-Kinos zu Einzelhandelsflächen aus.

### Neue Nutzung des Foyers

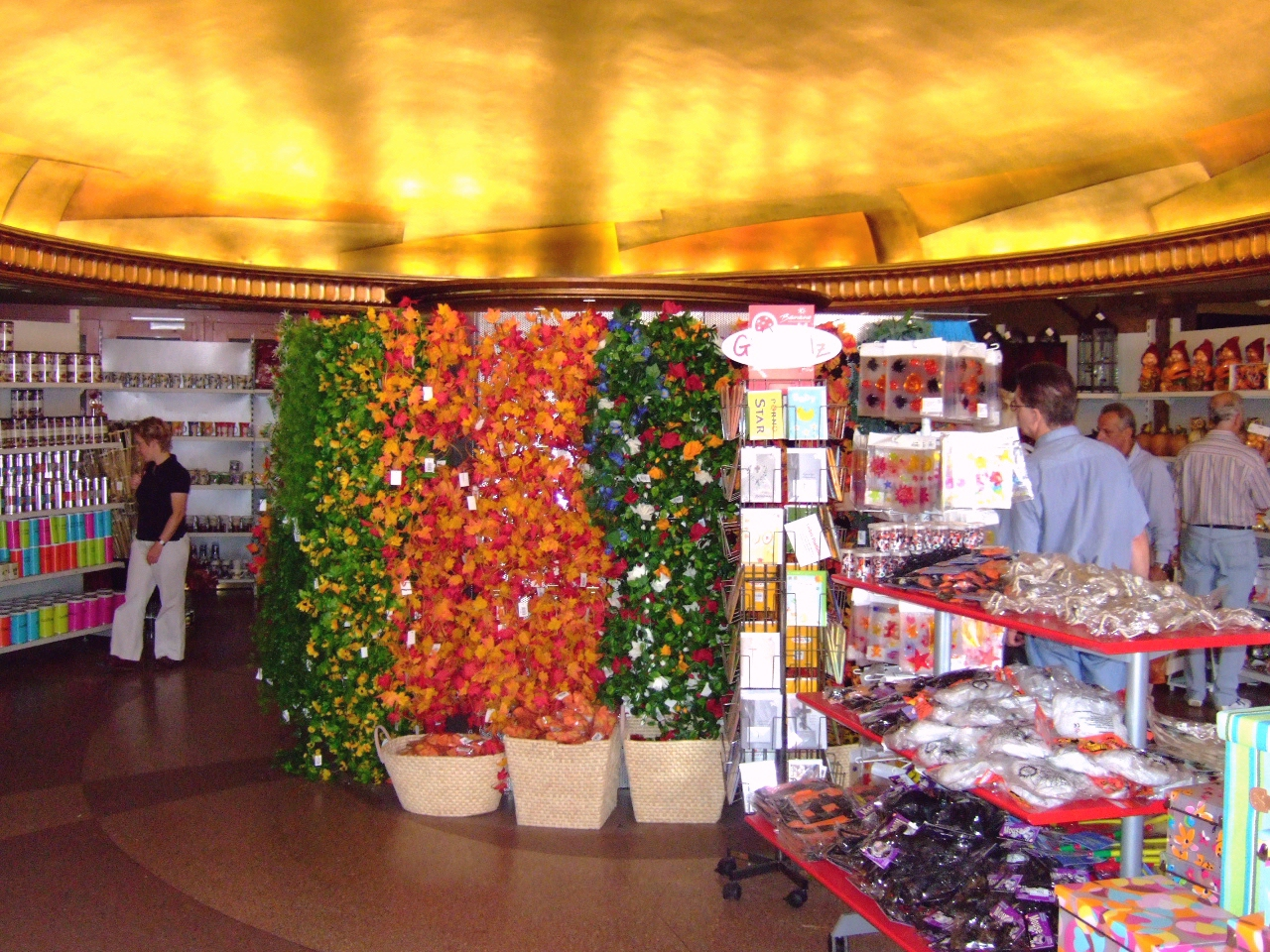
Das Foyer als Ein-Euro-Laden (2006)

Am 30. August 2006 befasste sich der Rat erneut mit dem Metropol. Dabei lehnte er einstimmig den Antrag vom 23. Juni 2006 auf Erteilung einer denkmalrechtlichen Erlaubnis gem. § 9 Denkmalschutzgesetz zum Umbau des Metropol-Kinos, Markt 24, in Bonn ab. Gleichzeitig stimmte er mit den Stimmen von CDU, SPD und FDP gegen die Stimmen von Grünen und Bürgerbund Bonn einer „Zwischennutzung“ des Foyers für Einzelhandelszwecke zu.
In der Folge des Ratsbeschlusses eröffnete wenige Tage später im Eingangsbereich ein Laden mit Papier- und Kunststoffblumen und anderen Geschenkartikeln.
Die Bürgerinitiative Pro Metropol legte gegen die Erlaubnis zur Zwischennutzung Fachaufsichtsbeschwerde beim Regierungspräsidenten in Köln ein. Diese wurde am 30. Oktober 2006 abschlägig beschieden. Dezernent Norbert Hundt von der Kölner Bezirksregierung wies auf die Befristung der Zwischennutzung bis zum 31. August 2008 hin. Entgegen den Bedenken der Initiative sah er keine Substanzgefährdung des Denkmals. Er betonte, dass das Metropol als Denkmal „unbestreitbar einen ganz besonderen Stellenwert“ habe, und hofft, dass „im Ringen um eine denkmalverträgliche Nutzung des Metropols am Ende eine Lösung gefunden werden wird, die dem Wert des Denkmals und seiner Bedeutung eher gerecht wird als die derzeitige, der Würde des Bauwerks eher nicht entsprechende Nutzung“.

### Ausbau der Kinosessel durch den Eigentümer
Während im Foyer seit Anfang September Käufer Geschenkartikel erwerben können, verlief gleichzeitig ein Ordnungsverfahren gegen den neuen Inhaber. Nachdem Ende August bekannt wurde, dass er den größten Teil der Sitze aus dem großen Kinosaal entfernt hatte, verlangte die Stadt bis zum 10. September den Wiedereinbau. Die Untere Denkmalbehörde ordnete die sofortige Vollziehung der Ordnungsverfügung an und setzte ein Zwangsgeld in Höhe von 5000 Euro fest. Außerdem wurde ein Bußgeldverfahren wegen Verstoßes gegen das Denkmalrecht eingeleitet.
Am 28. Oktober 2006 urteilte das Kölner Verwaltungsgericht, die Sessel seien sofort wieder einzubauen. „Dass zu einem derartigen Vorführsaal auch eine entsprechende Bestuhlung gehört“, so die Richter, „bedarf keiner weiteren Darlegung.“
Gegen diesen Beschluss hatten die Eigentümer mit der Begründung erneut Widerspruch eingelegt, man habe die Stühle des nicht genutzten Kinos wegen „aufwendiger Filmaufnahmen“ ausgebaut und in den Fluren des Gebäudes „zwischengelagert“. Dieser Widerspruch wurde später wieder zurückgezogen. Die Bestuhlung wurde nach Angaben der Eigentümergesellschaft Ende November 2006 wieder eingebaut.

### Keine Erlaubnis zum Abriss
Mit Bescheid vom 9. Oktober 2006 lehnte die Verwaltung ab, eine denkmalrechtliche Erlaubnis zum Abbruch des Metropol-Kinos zu erteilen. Der Besitzer hatte dies im August beantragt, woraufhin der Rat der Stadt Bonn in seiner Sitzung am 30. August 2006 den Beschluss fasste, die Verwaltung zu bitten, den Antrag negativ zu bescheiden.
Zur Begründung des Abbruchantrages hatten die Eigentümer vorgetragen, dass das Kino durch zahlreiche und massive Eingriffe in die historische Bausubstanz seine Denkmaleigenschaft verloren habe. Sie bezogen sich dabei auf Eingriffe, die zeitlich nach dem Urteil des OVG Münster vom 14. April 1987 erfolgt sind. Mit dem Urteil aus dem Jahr 1987 war die Denkmaleigenschaft des Metropol-Kinos letztinstanzlich bestätigt worden.
Die Verwaltung stellte dazu fest, dass – bis auf eine Ausnahme – alle von den Eigentümern angeführten Baumaßnahmen Gebäudeteile betrafen, an deren Erhaltung kein besonderes denkmalpflegerisches Interesse bestand, sodass der Denkmalcharakter des Metropol-Kinos nicht verloren gegangen ist. Auch die am 23. Juli 1987 erteilte Erlaubnis zum Abriss des Bühnenrahmens führte nicht dazu, dass die Denkmaleigenschaft des Metropols entfallen ist. Diese Genehmigung wurde u. a. unter der Bedingung erteilt, den neuen Bühnenrahmen mit Ausnahme der Gründung in der gleichen Form, am gleichen Ort, im gleichen Material als exakte Kopie des abgerissenen Originals wieder zu errichten. Der neue Bühnenrahmen hat damit den größten Teil der historischen Information, die dem Original zu Eigen waren, übernommen. „Weder der historische Gesamteindruck des Großen Saals“, so die Verwaltung, „noch der Zeugnischarakter des Metropol-Kinos wurden demnach durch die Rekonstruktion wesentlich geschmälert. Da die historische Aussagekraft und die Identität des Metropol-Kinos durch die bis heute durchgeführten Sanierungs- und Renovierungsarbeiten, die im übrigen alle im Benehmen mit dem Rheinischen Amt für Denkmalpflege erfolgten, insgesamt nicht gelitten hat, die Denkmaleigenschaft des Gebäudes also nach wie vor besteht, ist der Antrag auf Abbruch durch die Verwaltung abgelehnt worden.“
Einen neuen Versuch, dem Gebäude den Denkmalcharakter abzusprechen, starteten die neuen Inhaber Ende 2006. Sie klagten erneut vor dem Verwaltungsgericht Köln gegen die Stadt. Das Gericht soll dabei prüfen, ob das Metropol durch Umbauten, die nach der Eintragung in die Denkmalliste vorgenommen wurden, seine Denkmalwürdigkeit verloren habe.

### Roncalli zeigt Interesse
Ende April 2007 bekundete Circus-Roncalli-Chef Bernhard Paul Interesse am Metropol. Paul, der in Düsseldorf und Berlin Varietés betreibt, schrieb in einem Brief an die Bürgerinitiative „Pro Metropol“, dass das Gebäude „dafür mit seiner Tradition, seiner prächtigen Ausstattung und der großen Bühne die richtigen Voraussetzungen (hat). Varieté im Metropol, das könnten wir uns gut vorstellen.“ Basis sei allerdings ein Vermieter, dem am Erhalt des Hauses gelegen und der offen für Kultur sei.

### Oberbürgermeisterin will Umbau
Gegen eine Vorlage der Verwaltung vom Mai 2007, die eine Ablehnung modifizierter Umbauanträge der Eigentümer vorsah, bezog Oberbürgermeisterin Bärbel Dieckmann Stellung. Der General-Anzeiger berichtete am 10. Mai 2007, die Oberbürgermeisterin habe „die Unterschrift unter den Entwurf der Vorlage verweigert und dem amtierenden Planungsdezernenten Volker Kregel den Auftrag erteilt zu prüfen, unter welchen konkreten Voraussetzungen der Umbau des Gebäudes zu großflächigem Einzelhandel genehmigungsfähig wäre.“
Im Juli 2007 gingen daraufhin den Fraktionen im Bonner Stadtrat Einladungen zu einer Besprechung über eine neue Vorlage der Stadtverwaltung zu, der zufolge der erneut überarbeitete Bauantrag der aktuellen Besitzer des Metropols nun „genehmigungsfähig“ sei. Im Einzelnen sehe der Bauantrag nun vor, auf die zunächst geplanten Durchbrüche im Erdgeschoss zum Nachbargebäude Wenzelgasse (rechts vom Eingang) zu verzichten. Ebenso auf die im Foyer geplanten Rolltreppen zur Erschließung des 1. Obergeschosses. Stattdessen sollen die beiden geschwungenen Treppenaufgänge wieder aktiviert werden. Festhalten wolle der Besitzer nach wie vor an dem Einbau von drei Rolltreppen im Großen Saal. Dazu zitiert der General-Anzeiger „städtische Planer und Denkmalschützer“: „Trotz der insgesamt drei Rolltreppen, die im Großen Saal eingebaut werden sollen, bleibt dieser Raum mit seinen historischen Ausgestaltungsdetails mit Bühnenrahmen, Kuppel, Balkon und Ausmalung als zentrales Herzstück des Kinos erhalten und damit auch nachvollziehbar.“
Ablehnung dieses Planes bekundete unmittelbar nach Bekanntwerden die Bürgerinitiative RETTET DAS METROPOL: „Durch die Intervention der Oberbürgermeisterin,“ heißt es in einer Stellungnahme vom 18. Juli 2007, „sieht sich die Verwaltung offenkundig genötigt mit einer sachfremden Beschlussvorlage an den Rat der Stadt Bonn die weitgehende Zerstörung des denkmalgeschützten Metropol Theaters zu ermöglichen.“ Ebenfalls abgelehnt werden die Pläne von den GRÜNEN. Demgegenüber kündigten CDU und SPD Zustimmung zu dem „Kompromiss“ an.

### Investoren wollen Metropol kaufen und als Kino weiter betreiben
Im August 2007 bekundeten Investoren ihr nach wie vor bestehendes Interesse, das Denkmal zu erwerben und zukünftig als Kino und Kulturstätte weiter zu nutzen. Dieses Interesse hatten sie 2006 schon gegenüber Oberbürgermeisterin Bärbel Dieckmann bekundet. Bei den Interessenten handelt sich um eine vierköpfige Investorengruppe. Zu ihr gehört der Bergisch Gladbacher Kino-Multi Helmut Brunotte. Er führte das Metropol schon einmal – Ende der 80er Jahre bis Mitte der 90er, bevor er es an die damalige UFA verkaufte, um sich selbst Multiplex-Projekten zu widmen.

### Statt Damenoberbekleidung Bücher
Die Eigentümer des Metropol rückten nach einem Bericht des General-Anzeigers vom 25. August 2007 von ihrem ursprünglichen Plan ab, im Metropol „hochwertige“ Damenoberbekleidung zu verkaufen. Sie haben, so das Bonner Blatt, einen Mietvertrag mit „einem Marktführer aus der Buchbranche abgeschlossen, der eine Laufzeit von mindestens zehn Jahren vorsieht“. Der Mieter wolle „in dem historischen Ambiente ein einmaliges und innovatives Buchkonzept mit einem integrierten Café umsetzen“. Für den Innenausbau soll ein Wettbewerb durchgeführt werden.
Bei dem Mieter, so der General-Anzeiger, handelt es sich um die im Eigentum der Douglas Holding AG befindlichen Buchhandelskette Thalia, zu der seit einiger Zeit auch die Buchhandlung Bouvier in Bonn gehört. Danach soll in den bisherigen Geschäftsräumen der Buchhandlung schwerpunktmäßig Wissenschaftsliteratur und die übrigen Bücher in den Räumen des Metropol verkauft werden.

### Verwaltungsgericht: Heute dem Original näher
Auf der Grundlage der modifizierten Baupläne sollte der Rat der Stadt Bonn am 30. August 2007 über die weitere Nutzung und die Umbaupläne des Denkmals entscheiden. Einen Tag zuvor, am 29. August 2007, teilte die Stadt überraschend mit, dass Fraktionsvorsitzende und Fraktionsvorstände von CDU und SPD gemeinsam mit Oberbürgermeisterin Dieckmann der Auffassung sind, eine Entscheidung über die zukünftige Nutzung könne nun doch nicht getroffen werden. „Unter Würdigung des Widerspruchsbescheides der Bezirksregierung Köln vom 20. August 2007“, so die Stadt in einer Presseerklärung, „und des Erörterungstermins mit dem Verwaltungsgericht am 29. August 2007 muss sehr intensiv geprüft werden, was rechtssicher genehmigungsfähig ist.“
Das Urteil verkündete das Verwaltungsgericht Köln am 12. Oktober 2007. Darin wird die Klage der neuen Eigentümerin des Metropol auf Löschung des Gebäudes aus der Denkmalliste abgewiesen. Die Richter entschieden, „dass der Denkmalschutz nicht durch nachträgliche bauliche Veränderungen des Gebäudes erloschen ist.“ In der Zeit nach dem Urteil des Oberverwaltungsgerichts NRW vom 14. April 1987, mit dem die Klage der Voreigentümerin der Klägerin gegen die Eintragung des Metropol in die Denkmalliste rechtskräftig abgewiesen wurde, sind nach Auffassung des Gerichts keine die Denkmaleigenschaft beeinflussenden Veränderungen am Metropol vorgenommen worden. Die Richter führten hierzu aus, die nach dem genannten Urteil des Oberverwaltungsgerichts NRW genehmigten Veränderungen (im Wesentlichen: Abriss und Rekonstruktion von Bühnenrahmen und Brüstung der Empore, Erneuerung des Bodenbelages im Foyer, Sanierung der Fassade, Einbau des Behindertenaufzugs) hätten nicht dazu geführt, dass der Gesamteindruck und die Identität des Gebäudes verloren gegangen seien. Vielmehr habe die unter enger Beteiligung und nach den Vorgaben der Denkmalpflege erfolgte detailgetreue Restaurierung der ersetzten Bauteile dazu geführt, dass dieser Gesamteindruck heute dem Original aus dem Jahre 1928 näher sei als vor Beginn der genannten Veränderungen. Die geänderten Bauteile stünden daher dem Denkmalwert des Gebäudes nicht nur nicht entgegen, sondern nähmen an der Denkmaleigenschaft des gesamten Gebäudes teil.

### Bürgerbegehren sammelt mehr als 16.000 Unterschriften
Am 2. September 2007 startete die Initiative „Rettet das Metropol“ ein Bürgerbegehren zum Erhalt des Denkmals. Der Abstimmungstext lautete: „Ja, die Stadt Bonn soll für den Fall, dass die Eigentümer des Metropol-Theaters einen Antrag auf Erteilung einer Erlaubnis gemäß §9 Denkmalschutzgesetz NRW stellen, diese Erlaubnis nicht erteilen, wenn sie eine Aufhebung der für das Lichtspieltheater charakteristischen Geschlossenheit der Räume und der Abfolge der Räume ermöglichen würde…“ Am 6. Mai 2008 übergab die Initiative der Stadt die Unterschriften von über 16.000 Bürgern.

### Ablehnung der Umbaupläne durch Stadtverwaltung
Am 15. Mai 2008 legte die Stadtverwaltung den zuständigen Gremien des Rates eine Beschlussvorlage zur Ablehnung des Antrags der Eigentümer vom 29. Januar 2008 auf Erteilung einer Erlaubnis gemäß § 9 Denkmalschutzgesetz NRW zum Umbau des Metropols vor.
„Die Verwaltung ist der Auffassung,“ heißt es darin, „dass die Eigentümer nicht den Nachweis geführt haben, dass es ihnen tatsächlich und finanziell unmöglich ist, eine andere denkmalverträglichere Nutzung auszuüben.“ Und weiter: „Letztendlich entscheidend ist aus Sicht der Verwaltung allerdings der Umstand, dass die Eigentümer, sofern ihnen eine wirtschaftliche Nutzung nicht möglich erscheint, das Denkmal veräußern könnten.“

### Oberverwaltungsgericht für das Land Nordrhein-Westfalen: Metropol ist kein Denkmal
Eine Abstimmung über die Verwaltungsvorlage fand in der Juni-Sitzung des Stadtrates mit dem Hinweis auf eine anstehende Entscheidung des Oberverwaltungsgerichts für das Land Nordrhein-Westfalen nicht statt. In dieser Entscheidung befand das Gericht am 26. August 2008, dass nur noch die Fassade des Gebäudes über eine Denkmaleigenschaft verfügt. Ansonsten muss das Lichtspieltheater nach dieser Entscheidung aus der Denkmalliste der Stadt gestrichen werden, da es nach Ansicht der Richter über zu wenig originale Bausubstanz verfügt. Der Senat ließ eine Revision zum Bundesverwaltungsgericht nicht zu.

### Beschwerde gegen Nichtzulassung der Revision und deren Ablehnung
Die Stadt Bonn legte gegen die Nichtzulassung der Revision Beschwerde beim Bundesverwaltungsgericht ein. Der Landschaftsverband Rheinland (das Rheinische Amt für Denkmalpflege) schloss sich diesem an. Die Einlegung der Beschwerde hemmte die Rechtskraft des OVG-Urteils bis zu einer endgültigen Entscheidung des Bundesverwaltungsgerichtes. Eine Sprecherin des Bundesverwaltungsgerichts teilte dem Bonner General-Anzeiger am 14. Juli 2009 mit, dass die Beschwerden als unbegründet zurückgewiesen wurden. Damit hat das Urteil des OVG Münster Rechtskraft erlangt.

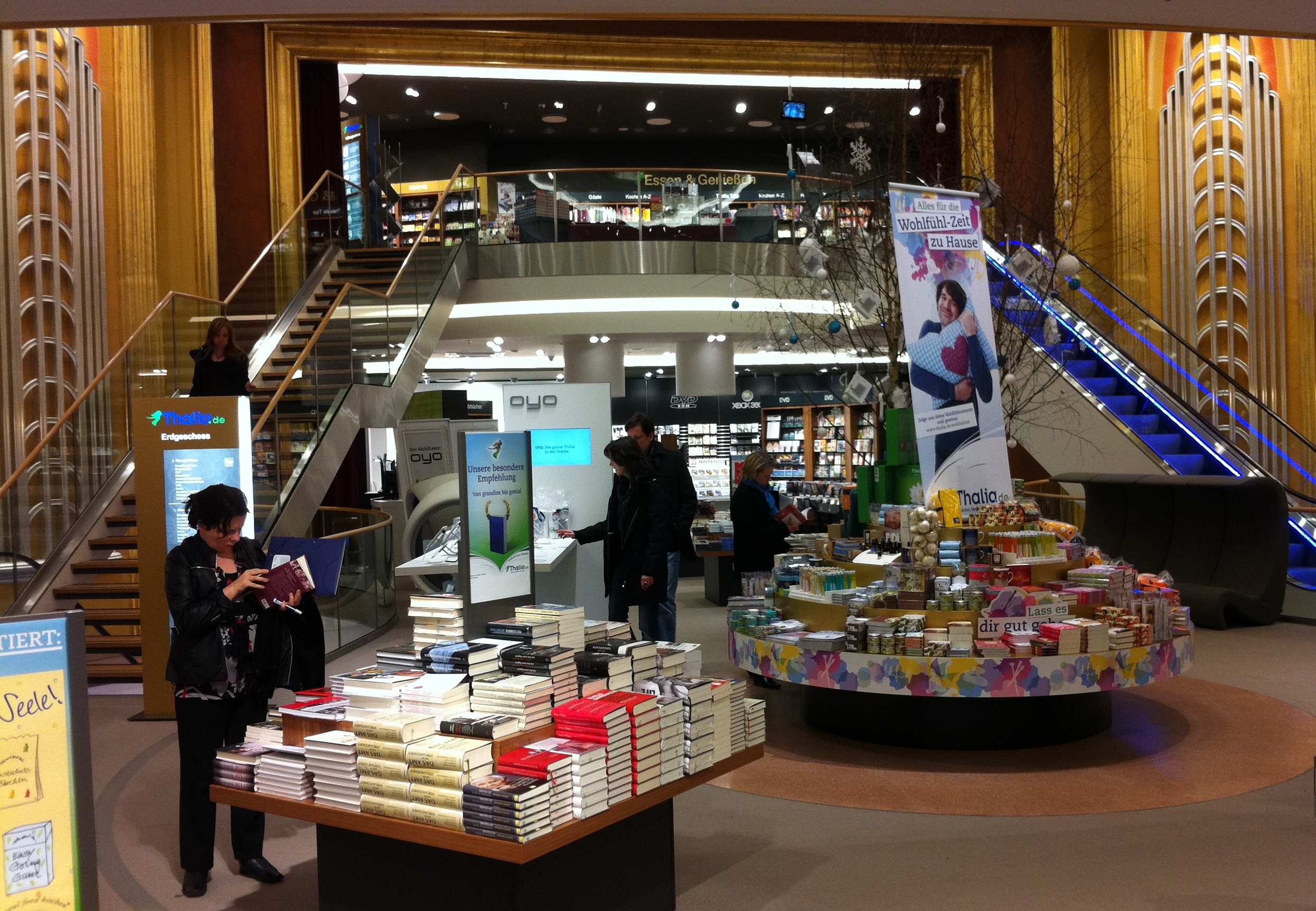
Erdgeschoss der Buchhandlung im Metropol (2011)

### Umbau und Nutzung als Buchhandlung
2009 wurde mit dem Umbau zur Buchhandlung begonnen, im Herbst 2010 wurde er abgeschlossen. Nach der Eröffnung bietet die Buchhandlung bis auf die Themenbereiche „Universität, Wissenschaft und Bildung“ das Programm der bestehenden Buchhandlung Bouvier/Thalia.